# Jørn Goldstein
Pour les articles homonymes, voir Goldstein.
Jørn Irving Goldstein (né le 27 mars 1953 à Oslo en Norvège) est un joueur de hockey sur glace norvégien qui évoluait en position de gardien de but. 

## Biographie
Fils d'un père allemand et d'une mère lituanniene immigrés en Norvège, Jørn Goldstein rejoint l'IL Manglerud/Star à l'âge de 18 ans. Avec son équipe, il remporte le Championnat de Norvège en 1977 et reçoit le Gullpucken du meilleur joueur norvégien de l'année. Il représente son pays à 69 reprises dont notamment aux Jeux olympiques d'hiver de 1984,.
En 1983, il joue l'un des rôles principaux du film norvégien Hockeyfeber.